# Kurator (Museum)

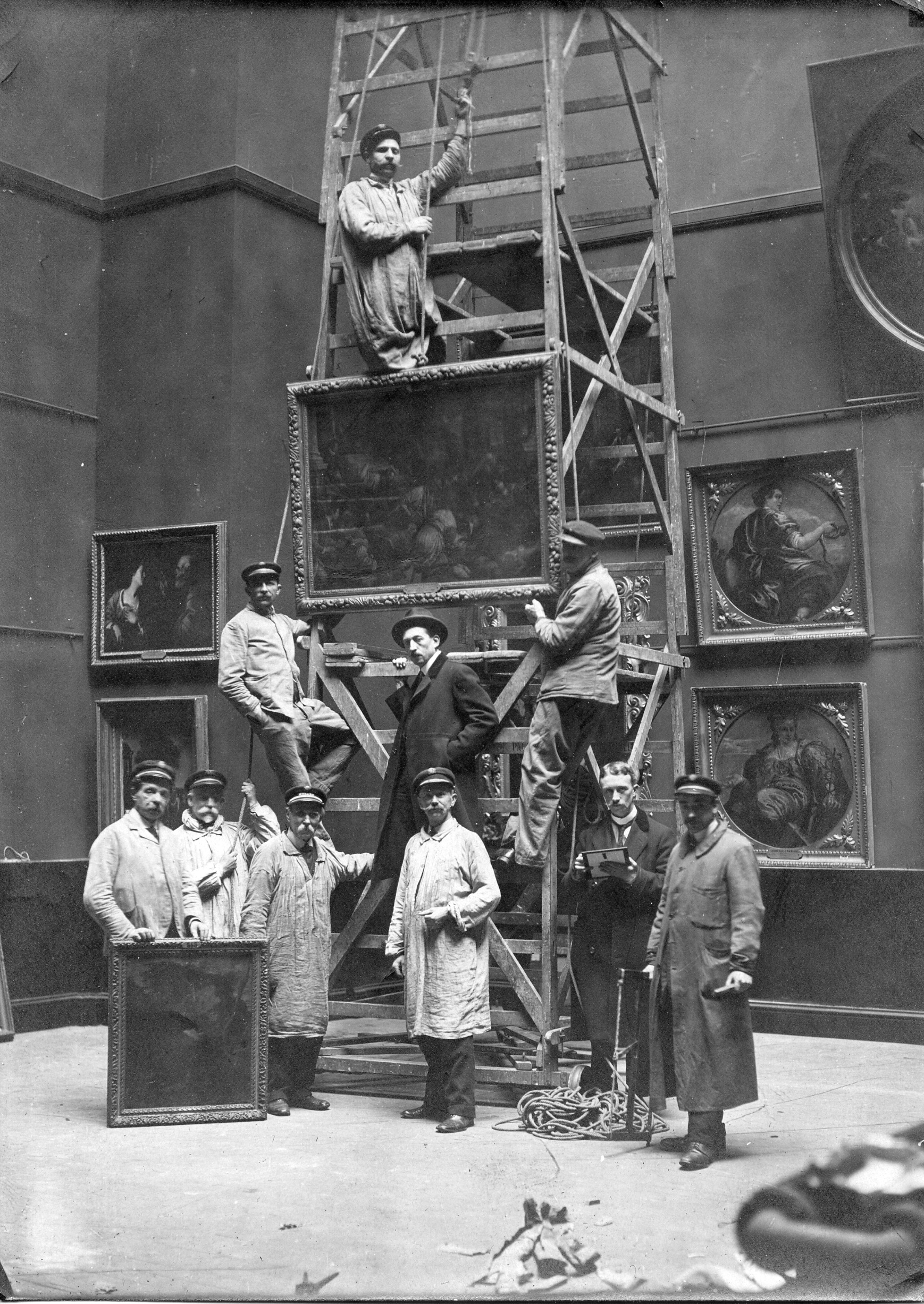
Im Zentrum Emile Theodore, der Kurator des Palais des Beaux-Arts de Lille (1920)

Der Kurator (vom lateinischen curare ‚pflegen, sich sorgen um‘) oder Kustos (vom lateinischen custos ‚Wächter‘) gestaltet Ausstellungen oder betreut Sammlungen in Institutionen wie beispielsweise Museen.

## Aufgaben
Kernaufgabe des Museumskurators ist der Erhalt und Ausbau der künstlerischen oder wissenschaftlichen Sammlungen eines Museums. Zusätzlich wird von ihm erwartet, auch zur wissenschaftlichen Forschung anhand des Sammlungsmaterials beizutragen. Der Museumskurator ist für die dem Publikum zugänglichen Schausammlungen verantwortlich und kann Sonder- und Wechselausstellungen eigenständig konzipieren und umsetzen. Dazu hält er den Kontakt zu  Sammlern und Leihgebern in  anderen Museen und bearbeitet Anfragen von Wissenschaftlern, die Zugang zu Sammlungsmaterial wünschen. Oft wird diese Aufgabe aber auch von eigenständigen Ausstellungskuratoren wahrgenommen, die unabhängig von einem Museum Ausstellungen kuratieren können. Ein Beispiel ist etwa die Kunstausstellung documenta. Der Museumskurator ist dem Direktor des Museums unterstellt; vor allem in größeren Museen unterstehen ihm aber auch eigene Mitarbeiter wie Restauratoren und Sammlungsassistenten. Nicht zur Tätigkeit eines Kurators im engeren Sinne gehören die Öffentlichkeitsarbeit und die Museumspädagogik. Auch die (optische) Präsentation der Sammlungen obliegt eigenen Fachleuten. Vor allem in kleineren Museen werden aber den Kuratoren einige oder alle dieser Funktionen mit übertragen. Kleine Museen arbeiten oft ohne hauptamtlichen Kurator; bei ihnen steht in der Regel die Pflege und Präsentation der Schausammlung im Zentrum. Dies kann dazu führen, dass die wissenschaftlichen Sammlungen nur nebenher, und dann oft unzulänglich, betreut werden.

## Ausbildung
Voraussetzung ist meist ein Hochschulstudium mit Promotion oder eine vergleichbare Leistung. In den meist staatlichen oder kommunalen Einrichtungen (Sammlungen, Museen, Galerien) wird ein zweijähriges Volontariat als Berufseinstieg gewünscht.
Zunehmend gibt es postgraduale Kuratorenlehrgänge, die Theorie und Praxis verbinden, u. a. an folgenden Hochschulen:
- Kulturen des Kuratorischen, Hochschule für Grafik und Buchkunst Leipzig
- ecm – educating/curating/managing. Masterlehrgang für Ausstellungstheorie und -praxis an der Universität für angewandte Kunst Wien
- Postgraduate Programme in Curating, Institute Cultural Studies in the Arts, Hochschule für Gestaltung und Kunst Zürich
- Curatorial Studies – Theorie Geschichte Kritik, Goethe-Universität und Städelschule, Frankfurt am Main[1]
- Weiterbildendes Studium Kunstkritik & Kuratorisches Wissen, Ruhr-Universität Bochum.
- Zertifikatskurs Kuratieren, Weiterbildung mit Hochschulzertifikat an der Universität der Künste Berlin[2]

## Kustos (Deutschland)
Kustos ist, wie der Konservator, eine Amtsbezeichnung für einen Beamten des höheren Dienstes in staatlichen deutschen Museen und Sammlungen. Angestellte werden dagegen als Wissenschaftliche Mitarbeiter bezeichnet. Voraussetzung ist im Allgemeinen ein Hochschulstudium mit Promotion oder vergleichbarer Leistung.
- Kustos oder Konservator (Besoldungsgruppe A 13) – vergleichbar mit Studienrat, Regierungsrat, Akademischer Rat,
- Oberkustos oder Oberkonservator (Besoldungsgruppe A 14) – vergleichbar mit Oberstudienrat, Oberregierungsrat, Akademischer Oberrat
- Hauptkustos oder Hauptkonservator (Besoldungsgruppe A 15) – vergleichbar mit Studiendirektor, Regierungsdirektor, Akademischer Direktor
- Museumsdirektor, Landeskonservator (Besoldungsgruppe A 16) – vergleichbar mit Oberstudiendirektor, Leitender Regierungsdirektor, Leitender Akademischer Direktor